# 茂呂真紀子
茂呂 真紀子（もろ まきこ、1983年4月30日 - ）は、日本の女優、女性タレントである。大阪府出身、大阪市立中野中学校、堀越高等学校卒業。ベルジーエンタテインメント所属。身長161cm、B78・W58・H83、血液型はB型。愛称はモロマコまたはマコ。

## 経歴・人物
- 11歳の時から芸能活動を開始。地元、関西地方で主に活動していた魔女ランド倶楽部に加入し、『魔女ランJr.』のメンバーとなる。魔女ランド倶楽部では1995年8月の公演でデビュー。1997年には魔女ランJr.のメンバーで結成された歌手ユニット『Juicy Lip』のメンバーとなり、東京・上野の不忍池水上音楽堂でのステージ『ハートライフコミュニティ』で初披露される。
- テレビドラマは1996年にNHK朝の連続テレビ小説『走らんか!』で初出演。
- 1998年には『友情 -フレンドシップ-』で映画に初出演する。
- 高校生を機に上京。所属事務所はバックアップ・プロモーションからヴァーサタイルエンタテインメントに移っている。
- 2001年、『ココ・スマイル2』から演劇の舞台にも進出する。
- 2005年、脚本家・秦建日子主宰の演劇ワークショップ『TAKE1』に三期生として参加。同じ三期生には白石みき、藤岡麻美、立島里奈らがいる。
- 趣味は読書、舞台鑑賞、特技は居合。
- チュンソフトのサウンドノベル2作に出演しているが、どちらも顔が映らない役である。
- 現在はFacebook上で事実上引退であると公言している

## 出演

### テレビ

#### ドラマ
- 走らんか!（NHK、1996年） - 律子
- グランドレス・サスピション（テレビ東京、2001年） - 前生徒会長
- はぐれ刑事純情派（テレビ朝日、2001年） - 竹内路子
- コスモ★エンジェル 第7話（東海テレビ、2002年） - 軽尾奈美
- 火曜サスペンス劇場 地方記者・立花陽介20 佐渡両津通信局（日本テレビ、2003年） - 美香
- 鬼嫁日記 いい湯だな 第4話（フジテレビ、2007年） - カラオケ合コンの女子大生
- 警視庁捜査一課9係 第10話（テレビ朝日、2008年）
- 仮面ライダーディケイド（テレビ朝日、2009年） - 婦人警官

#### その他
- ひるこた!〜昼もこたえてちょーだい!〜（フジテレビ　レギュラー出演）
- おしりかじり虫と踊ろう!（NHK総合テレビジョン・NHK教育テレビジョン、2007年11月12日〜　旅の友だちの「モロちゃん」として出演）　おしりかじり虫の追っかけ、かじりGALSをモチーフにした衣装が良く似合っている。大人っぽさと、無邪気さがアンバランスで可愛いと好評。番組で共演する幼稚園児らにも人気（らしい）
- 「カスペ!」（フジテレビ）
- NHKプレマップ『クリスマススペシャル』番宣番組（2009年12月15日〜19日）
- 愛のお悩み解決！シアワセ結婚相談所（日本テレビ　2009年〜2010年）
- お笑い芸人親子で漫才王座決定戦スペシャル5（フジテレビ　2010年6月11日）

### 映画
- 友情 -フレンドシップ- （1998年） - 会田恵
- 集団殺人クラブ（2003年） - 長崎ゆかり
- ちいさな恋のものがたり（2008年） - マサコ
- LOOP_0152（2009年）

### CM
- カタログ通販『IMAGE』（2010年〜）

### 舞台
- ココ・スマイル2（2001年、新国立劇場） - アキ
- PROPAGANDA STAGE ロミオ&ジュリエット21c（2001年、中野ザ・ポケット） - エム
- 赤毛のアン（2001年、関内ホール大ホール） - 主演：アン
- PROPAGANDA STAGE 道（2002年4月、アイピット目白） - 佐藤奈緒子
- タクラマカン（2005年、中野ザ・ポケット） - パク二等兵
- 比翼の鳥（2006年、アイピット目白）
- 朝倉薫演劇団「ミッドナイトフラワートレイン」（2006年7月、エルスタッフスタジオ） - 主演：弁天マリア
- BAD FORTUNE（2006年、中野スタジオあくとれ） - 昭子
- 月の子供（2007年、本多劇場）
- プリンセス天功まつりVol.1 笑劇『地獄八景』（2007年12月13日-12月16日、六本木俳優座劇場） - アキナ
- 太陽がいっぱい！（2008年、築地本願寺ブディストホール）
- 飛行機雲2009『流れる雲よ〜DJから特攻隊へ愛を込めて〜』（2009年9月、全労済ホールスペース・ゼロ） - 山口良子
- ACTOR'S TRASH ASSH 本公演12th「刻め、我ガ肌ニ君ノ息吹ヲ」（2010年9月1日-5日、池袋シアターグリーンBIG TREE THEATER）

### Vシネマ
- LINE（1999年） - 相沢みゆき
- 岸和田少年愚連隊 カオルちゃん最強伝説・妖怪地獄（2004年） - ひろみ
- 岸和田少年愚連隊 カオルちゃん最強伝説・女番哀歌（2007年） - ひろみ

### プロモーションビデオ
- iLL/scum(2008年）

### ゲーム
- 忌火起草（プレイステーション3、2007年） - 松下和子
- 428 〜封鎖された渋谷で〜（Wii、PlayStation 3、PlayStation Portable、2008年） - 工藤留美

### その他
- CLINIQUEオフィシャルWebサイトナビゲーター（2009年〜）
- 情報倫理教材パートII（2004年）

## 出版

### DVD
- Grande Soeur（リーズエンタテインメント、2006年）

この作品で、デビュー以来初めてとなる水着姿になる。

### CD
- 夏まで待てない（バンダイ・ミュージックエンタテインメント、1999年6月21日）

収録曲：1. 夏まで待てない 2. 夢に向かって 3. 夏まで待てない(オリジナル・カラオケ) 4. 夢に向かって(オリジナル・カラオケ)
収録時間: 16 minutes